# Apraea
Apraea is een geslacht van kevers uit de familie bladkevers (Chrysomelidae).
De wetenschappelijke naam van het geslacht werd in 1877 gepubliceerd door Joseph Sugar Baly.

## Soorten
- Apraea metallica Medvedev, 2004
- Apraea oculata Medvedev, 2004